# Cidade Nova (Salvador)
Cidade Nova é um bairro brasileiro localizado na cidade de Salvador, na Bahia.

## História
No começo do Brasil Colônia, o bairro da Cidade Nova era parte das Quintas, que abrangiam muito mais que a estreita área ocupada pelo bairro hoje. Era lugar de recreio ou retiro dos jesuítas, sendo moradia do padre Antônio Vieira. Com a expulsão dos jesuítas, a propriedade passou a ser leprosário e a ser chamada de "Cidade de Palha", devido à construção de vários casebres de palha para se abrigar leprosos: daí a denominação Quinta dos Lázaros.[carece de fontes?]
Mantinha um cemitério no largo de Quintas, o mais antigo cemitério de Salvador, onde estão os túmulos de Lampião, Maria Bonita, Cosme de Farias e a renomada cozinheira Maria de São Pedro, que deu seu nome ao famoso restaurante do Mercado Modelo, no Comércio. Na década de 1930, quando o leprosário foi transferido para outra parte da cidade, recebeu, então, o seu nome atual: Cidade Nova.[carece de fontes?]

## Demografia
Foi listado como um dos bairros menos perigosos de Salvador, segundo dados do Instituto Brasileiro de Geografia e Estatística (IBGE) e da Secretaria de Segurança Pública (SSP) divulgados no mapa da violência de bairro em bairro pelo jornal Correio em 2012. Ficou entre os bairros mais tranquilos em consequência da taxa de homicídios para cada cem mil habitantes por ano (com referência da ONU) ter alcançado o segundo nível mais baixo, com o indicativo "1-30", sendo um dos melhores bairros na lista.